# Lijst van voetbalinterlands Kroatië - Wales
Deze lijst van voetbalinterlands is een overzicht van alle officiële voetbalwedstrijden tussen de nationale teams van Kroatië en Wales. De landen speelden tot op heden acht keer tegen elkaar. De eerste ontmoeting, een vriendschappelijke wedstrijd, werd gespeeld in Varaždin op 21 augustus 2002. Het laatste duel, een kwalificatiewedstrijd voor het Europees kampioenschap voetbal 2024, vond plaats op 15 oktober 2023 in Cardiff.

## Wedstrijden
| № | Plaats   | Datum            | Competitie           | Wedstrijd       | Uitslag |
| - | -------- | ---------------- | -------------------- | --------------- | ------- |
| 1 | Varaždin | 21 augustus 2002 | Vriendschappelijk    | Kroatië – Wales | 1 – 1   |
| 2 | Osijek   | 23 mei 2010      | Vriendschappelijk    | Kroatië – Wales | 2 – 0   |
| 3 | Osijek   | 16 oktober 2012  | WK 2014 kwalificatie | Kroatië – Wales | 2 – 0   |
| 4 | Swansea  | 26 maart 2013    | WK 2014 kwalificatie | Wales − Kroatië | 1 − 2   |
| 5 | Osijek   | 8 juni 2019      | EK 2020 kwalificatie | Kroatië – Wales | 2 – 1   |
| 6 | Cardiff  | 13 oktober 2019  | EK 2020 kwalificatie | Wales − Kroatië | 1 − 1   |
| 7 | Split    | 25 maart 2023    | EK 2024 kwalificatie | Kroatië − Wales | 1 − 1   |
| 8 | Cardiff  | 15 oktober 2023  | EK 2024 kwalificatie | Wales − Kroatië | 2 − 1   |

## Samenvatting
| Competitie        | Totaal gespeeld | Winst Kroatië | Gelijk | Winst Wales | Doelsaldo Kroatië – Wales |
| ----------------- | --------------- | ------------- | ------ | ----------- | ------------------------- |
| WK-kwalificatie   | 2               | 2             | 0      | 0           | 4 − 1                     |
| EK-kwalificatie   | 4               | 1             | 2      | 1           | 5 − 5                     |
| Vriendschappelijk | 2               | 1             | 1      | 0           | 3 − 1                     |
| Totaal            | 8               | 4             | 3      | 1           | 12 − 7                    |

## Details

### Eerste ontmoeting
| Vriendschappelijk (Varaždin, Kroatië, 21 augustus 2002): |              | |
| Kroatië | 1 – 1        | Wales |
| Mladen Petrić 79' | goals        | 11' Simon Davies |
| Otto Barić | bondscoach   | Mark Hughes |
| Stipe Pletikosa 46' Boris Živković 61' Filip Tapalović 75' Josip Šimunić Robert Kovač 61' Niko Kovač 46' Danijel Šarić Davor Vugrinec 46' Goran Vlaović 46' Milan Rapaić 61' Tomislav Marić 46' | opstellingen | Paul Jones Mark Delaney 60' Darren Barnard Andy Melville Danny Gabbidon Mark Pembridge 81' Robert Earnshaw Andy Johnson 60' John Hartson Simon Davies 70' Carl Robinson |
| Tomislav Butina 46' Jerko Leko 46' Silvio Marić 46' Marijo Marić 46' Mladen Petrić 46' Stjepan Tomas 61' Jurica Vranješ 61' Mario Bazina 61' Marko Babić 75'                                    | wissels      | 60' Rhys Weston 60' Gareth Taylor 70' Paul Evans 81' Paul Trollope |
| | gele kaarten | ??' Mark Delaney ??' John Hartson |
| - Debuut van Mario Bazina (Grazer AK) en Marijo Marić (FC Kärnten) voor Kroatië. |              | |

### Tweede ontmoeting
| Vriendschappelijk (Osijek, Kroatië, 23 mei 2010):                                               |       |       |
| Kroatië                                                                                         | 2 – 0 | Wales |
| Ivan Rakitić 45' Drago Gabrić 81'                                                               | goals |       |
| - Debuut van Milan Badelj (GNK Dinamo Zagreb) en Domagoj Vida (GNK Dinamo Zagreb) voor Kroatië. |       |       |

### Derde ontmoeting
| WK 2014 kwalificatie (Osijek, Kroatië, 16 oktober 2012): |       |       |
| Kroatië                                                  | 2 – 0 | Wales |
| Mario Mandžukić 27' Eduardo da Silva 58'                 | goals |       |

### Vierde ontmoeting
| WK 2014 kwalificatie (Swansea, Wales, 26 maart 2013): |              | |
| Wales | 1 – 2        | Kroatië |
| Gareth Bale 21' (pen.) | goals        | 77' Dejan Lovren 87' Eduardo da Silva |
| Chris Coleman | bondscoach   | Igor Štimac |
| Boaz Myhill Chris Gunter Ben Davies Joe Ledley James Collins Ashley Williams Jonathan Williams Craig Bellamy Hal Robson-Kanu 64' Andy King 84' Gareth Bale | opstellingen | Stipe Pletikosa 73' Ivan Strinić Vedran Ćorluka Dejan Lovren Ivan Rakitić Luka Modrić Darijo Srna 61' Sammir 46' Milan Badelj Mario Mandžukić Eduardo da Silva |
| Ashley Richards 64' Simon Church 84' | wissels      | 46' Gordon Schildenfeld 61' Mateo Kovačić 73' Ivica Olić |
| Hal Robson-Kanu 42' | gele kaarten | 21' Dejan Lovren 61' Mateo Kovačić 66' Luka Modrić |

HNS · A-internationals · Selecties · Bondscoaches · Statistieken · Kroatisch vrouwenelftal · Olympisch elftal · Kroatië U21 · Kroatië U20 · Kroatië U19 · Kroatië U18 · Kroatië U17 · Kroatië U16
1940 – 1956 ·
1990 – 1999 ·
2000 – 2009 ·
2010 – 2019 ·
2020 − 2029
EK's: 1996 · 
2000 · 
2004 · 
2008 · 
2012 · 
2016 · 
2020 · 
2024
WK's: 1998 · 
2002 · 
2006 · 
2010 · 
2014 · 
2018 · 
2022
1940 · 
1941 · 
1942 · 
1943 · 
1944 · 
1945–1955 · 
1956 · 
1957–1989 · 
1990 · 
1991 · 
1992 · 
1993 · 
1994 · 
1995 · 
1996 · 
1997 · 
1998 · 
1999 · 
2000 · 
2001 · 
2002 · 
2003 · 
2004 · 
2005 · 
2006 · 
2007 · 
2008 · 
2009 · 
2010 · 
2011 · 
2012 · 
2013 ·  
2014 · 
2015 · 
2016 · 
2017 · 
2018 ·
2019 ·
2020 ·
2021 ·
2022 ·
2023
Albanië ·
Andorra ·
Argentinië ·
Armenië ·
Australië ·
Azerbeidzjan · 
België ·
Bosnië en Herzegovina ·
Brazilië ·
Bulgarije ·
Canada ·
Chili ·
China ·
Cyprus ·
Denemarken ·
Duitsland ·
Ecuador ·
Egypte ·
Engeland ·
Estland ·
Finland ·
Frankrijk ·
Georgië ·
Gibraltar ·
Griekenland ·
Hongarije ·
Hongkong ·
Ierland ·
IJsland ·
Indonesië ·
Iran ·
Israël ·
Italië ·
Jamaica ·
Japan ·
Joegoslavië ·
Jordanië ·
Kameroen · 
Kazachstan ·
Kosovo ·
Letland ·
Litouwen ·
Liechtenstein ·
Mali ·
Malta ·
Marokko · 
Mexico ·
Moldavië ·
Nederland ·
Nigeria ·
Noord-Ierland ·
Noord-Macedonië ·
Noorwegen ·
Oekraïne ·
Oostenrijk ·
Peru ·
Polen ·
Portugal ·
Qatar ·
Roemenië ·
Rusland ·
San Marino ·
Saoedi-Arabië ·
Schotland ·
Senegal · 
Servië · 
Slovenië ·
Slowakije ·
Spanje ·
Tsjechië ·
Tunesië ·
Turkije ·
Wales ·
Wit-Rusland ·
Zuid-Korea ·
Zweden ·
Zwitserland
Argentinië (2018) ·
Argentinië (2022) ·
Australië (2006) ·
België (2022) ·
Brazilië (2006) ·
Brazilië (2014) ·
Brazilië (2022) ·
Denemarken (2018) ·
Duitsland (2008) ·
Engeland (2018) ·
Engeland (2021) ·
Frankrijk (2018) ·
Ierland (2012) ·
IJsland (2018) ·
Italië (2012) ·
Japan (2006) ·
Kameroen (2014) ·
Marokko (2022, 1) ·
Marokko (2022, 2) ·
Mexico (2014) ·
Nigeria (2018) ·
Oostenrijk (2008) ·
Polen (2008) ·
Rusland (2018) ·
Schotland (2021) ·
Spanje (2012) ·
Spanje (2021) ·
Tsjechië (2016) ·
Tsjechië (2021) ·
Turkije (2008) ·
Turkije (2016)
FAW · A-internationals · Bondscoaches · Statistieken · Welsh vrouwenelftal · Brits olympisch elftal · Wales U21 · Wales U20 · Wales U19 · Wales U18 · Wales U17 · Wales U16
1876 – 1899 ·
1900 – 1919 ·
1920 – 1929 ·
1930 – 1939 ·
1940 – 1949 ·
1950 – 1959 ·
1960 – 1969 ·
1970 – 1979 ·
1980 – 1989 ·
1990 – 1999 ·
2000 – 2009 ·
2010 – 2019 ·
2020 − 2029
EK 2016 · 
EK 2020
WK 1958
1876 · 
1877 · 
1878 · 
1879 · 
1880 · 
1881 · 
1882 · 
1883 · 
1884 · 
1885 · 
1886 · 
1887 · 
1888 · 
1889 · 
1890 · 
1891 · 
1892 · 
1893 · 
1894 · 
1895 · 
1896 · 
1897 · 
1898 · 
1899 · 
1900 · 
1901 · 
1902 · 
1903 · 
1904 · 
1905 · 
1906 · 
1907 · 
1908 · 
1909 · 
1910 · 
1911 · 
1912 · 
1913 · 
1914 · 
1915 · 1916 · 1917 · 1918 · 1919 · 
1920 · 
1921 · 
1922 · 
1923 · 
1924 · 
1925 · 
1926 · 
1927 · 
1928 · 
1929 · 
1930 · 
1931 · 
1932 · 
1933 · 
1934 · 
1935 · 
1936 · 
1937 · 
1938 · 
1939 · 
1940 · 1941 · 1942 · 1943 · 1944 · 1945 · 
1946 · 
1947 · 
1948 · 
1949 · 
1950 · 
1952 · 
1952 · 
1953 · 
1954 · 
1955 · 
1956 · 
1957 · 
1958 · 
1959 · 
1960 · 
1961 · 
1962 · 
1963 · 
1964 · 
1965 · 
1966 · 
1967 · 
1968 · 
1969 · 
1970 · 
1971 · 
1972 · 
1973 · 
1974 · 
1975 · 
1976 · 
1977 · 
1978 · 
1979 · 
1980 · 
1981 · 
1982 · 
1983 · 
1984 · 
1985 · 
1986 · 
1987 · 
1988 · 
1989 · 
1990 · 
1991 · 
1992 · 
1993 · 
1994 · 
1995 · 
1996 · 
1997 · 
1998 · 
1999 · 
2000 · 
2001 · 
2002 · 
2003 · 
2004 · 
2005 · 
2006 · 
2007 · 
2008 · 
2009 · 
2010 · 
2011 · 
2012 · 
2013 · 
2014 · 
2015 · 
2016 · 
2017 ·
2018 ·
2019 ·
2020 ·
2021 ·
2022 ·
2023
Albanië ·
Andorra ·
Argentinië ·
Armenië ·
Australië ·
Azerbeidzjan ·
België ·
Bosnië en Herzegovina ·
Brazilië ·
Bulgarije ·
Canada ·
Chili ·
China ·
Costa Rica ·
Cyprus ·
DDR ·
Denemarken ·
Duitsland ·
Engeland ·
Estland ·
Faeröer ·
Finland ·
Frankrijk ·
Georgië ·
Gibraltar ·
Griekenland ·
Hongarije ·
Ierland ·
IJsland ·
Iran ·
Israël ·
Italië ·
Jamaica ·
Japan ·
Joegoslavië ·
Koeweit ·
Kroatië ·
Letland ·
Liechtenstein ·
Luxemburg ·
Malta ·
Mexico ·
Moldavië ·
Montenegro ·
Nederland ·
Nieuw-Zeeland ·
Noord-Ierland ·
Noord-Macedonië ·
Noorwegen ·
Oekraïne ·
Oostenrijk ·
Panama ·
Paraguay ·
Polen ·
Portugal · 
Qatar ·
Roemenië ·
Rusland ·
San Marino ·
Saoedi-Arabië ·
Schotland ·
Servië ·
Servië en Montenegro ·
Slovenië ·
Slowakije ·
Sovjet-Unie ·
Spanje ·
Trinidad & Tobago ·
Tsjechië ·
Tsjecho-Slowakije ·
Tunesië ·
Turkije ·
Uruguay ·
Verenigde Staten ·
Wit-Rusland ·
Zuid-Korea ·
Zweden ·
Zwitserland
Engeland (2016) · 
Denemarken (2021) · 
Italië (2021) · 
Rusland (2016) ·
Slowakije (2016) · 
Turkije (2021) · 
Zwitserland (2021)